# Louis Walther

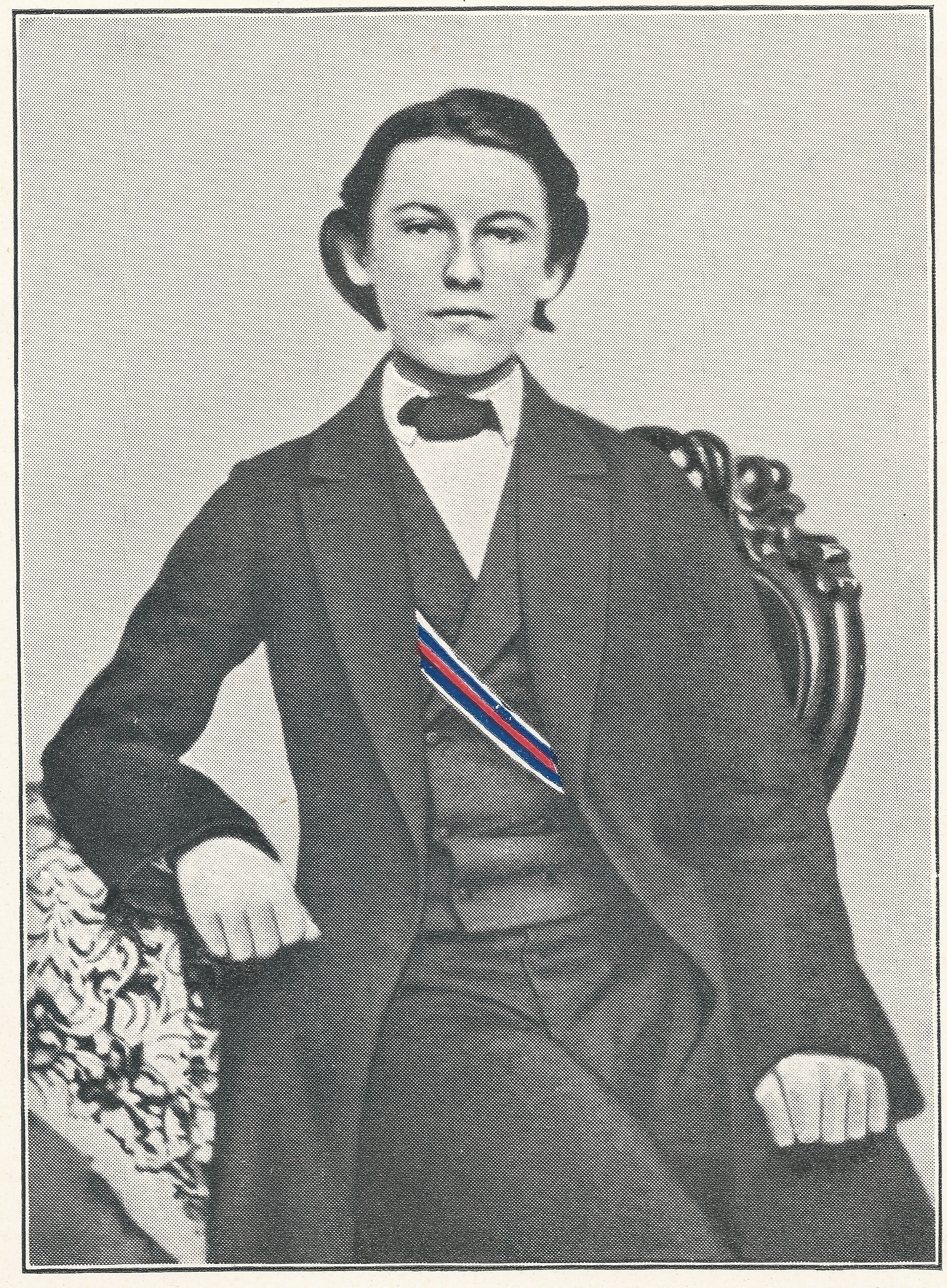
Louis Walther

Louis Walther (* 18. November 1838 in Torgau; † 19. September 1891 in Hannover) war ein deutscher Richter und Abgeordneter im Königreich Preußen.

## Leben
Walther studierte an der Friedrichs-Universität Halle und der  Rheinischen Friedrich-Wilhelms-Universität Bonn Rechtswissenschaft. 1858 wurde er im Corps Teutonia Halle (II) und im Corps Teutonia Bonn aktiv. In der Preußischen Armee nahm er am Deutschen Krieg und am Deutsch-Französischen Krieg teil, zuletzt als Hauptmann. Er war Landgerichtsrat am Landgericht Torgau und ab Mitte der 1880er Jahre am Landgericht Hannover. Als Katholik saß er von 1879 bis zum 22. August 1884 und von 1886 bis zu seinem Tod für den Wahlkreis Merseburg 1 (Liebenwerda, Torgau) im Preußischen Abgeordnetenhaus. Er gehörte der Fraktion der Freikonservativen Partei an. Er starb mit 52 Jahren.